# Glen Ridge (Flórida)
Glen Ridge é uma vila localizada no estado americano da Flórida, no condado de Palm Beach. Foi incorporada em 1947.

## Geografia
De acordo com o United States Census Bureau, a vila tem uma área de 0,5 km², onde todos os 0,5 km² estão cobertos por terra.

### Localidades na vizinhança
O diagrama seguinte representa as localidades num raio de 8 km ao redor de Glen Ridge.

## Demografia
Segundo o censo nacional de 2010, a sua população é de 219 habitantes e sua densidade populacional é de 402,6 hab/km². É a localidade que, em 10 anos, teve a maior redução populacional do condado de Palm Beach. Possui 94 residências, que resulta em uma densidade de 172,8 residências/km².